# Parhypochthonius botschi
Parhypochthonius botschi är en kvalsterart som beskrevs av Schweizer 1956. Parhypochthonius botschi ingår i släktet Parhypochthonius och familjen Parhypochthoniidae. Inga underarter finns listade i Catalogue of Life.